# Ovosodo
Ovosodo är en italiensk komedifilm från 1997 i regi av Paolo Virzì.

## Utmärkelser
Filmen vann Juryns stora pris vid Filmfestivalen i Venedig 1997.

## Roller (urval)
- Edoardo Gabbriellini – Piero Mansani
- Nicoletta Braschi – Giovanna Fornari
- Claudia Pandolfi – Susy Susini
- Marco Cocci – Tommaso Paladini
- Regina Orioli – Lisa
- Gianna Giachetti – Maresca
- Pietro Fornaciari – Nedo Mansani
- Barbara Scoppa – Pieros mor